# Дианосашвили, Темураз Терентиевич
Темураз Терентиевич Дианосашвили (1926 год, Кутаисский уезд, Закавказская Социалистическая Федеративная Советская Республика) — звеньевой колхоза имени Орджоникидзе Димского сельсовета Маяковского района, Грузинская ССР. Герой Социалистического Труда (1949).

## Биография
Родился в 1926 году в одном из сельских населённых пунктов Кутаисского уезда. Окончил местную школу. Трудовую деятельность начал рядовым колхозником в колхозе имени Орджоникидзе Багдатского района (с 1940 года — Маяковский район). В послевоенные годы возглавлял звено виноградарей.
В 1948 году звено под его руководством собрало в среднем с каждого гектара по 110,2 центнеров винограда на участке площадью 3 гектара. Указом Президиума Верховного Совета СССР от 9 августа 1949 года удостоен звания Героя Социалистического Труда за «получение высоких урожаев винограда в 1948 году» с вручением ордена Ленина и золотой медали «Серп и Молот» (№ 4309).
Этим же указом званием Героя Социалистического Труда был награждён звеньевой колхоза имени Орджоникидзе Шалва Димитриевич Жгенти.
Проживал на территории Димского сельсовета Маяковского района.